# Канаев, Никита Петрович
Канаев Никита Петрович (1907—1987) — советский якутский учёный, кандидат филологических наук.
Специалист в области литературной критики и литературоведения, автор более 80 трудов в том числе по истории якутской литературы, переводчик книг на якутский язык.

## Биография
Родился 27 сентября 1907 года в селе Аммосовка ныне Нюрбинского улуса Республики Саха (Якутия).
Трудовую деятельность начал в 1928 году, проработав в аппарате Якутского ЦИКа по 1929 год. В 1929—1932 годах учился в Иркутском государственном университете. По окончании университета, в 1932—1933 годах работал школьным учителем. В 1934—1939 годах обучался в Московском институте истории, философии и литературы имени Чернышевского. В 1939—1941 годах был переводчиком Якутской редакции Учпедгиза РСФСР, в 1941—1942 годах — директором Амгино-Нахаринской средней школы.
В 1942 году был призван в РККА, был участником Великой Отечественной войны с 1942 по 1943 год. Участвовал в боях, в конце декабря 1942 года был тяжело ранен. Демобилизован по ранению весной 1943 года.
Работал школьным инспектором Наркомпроса Якутской АССР в 1943—1946 годах. В 1946—1947 годах являлся главным редактором журнала «Хотугу сулус», в 1947—1952 годах — редактором Якутского госиздательства. С 1952 года Никита Петрович находился на научной работе в Институте языка, литературы и истории Якутского филиала Сибирского отделения Академии наук СССР (ИЯЛИ ЯФ СО АН СССР): младший научный сотрудник (1952—1970), старший научный сотрудник (1970—1980). В 1967 году защитил кандидатскую диссертацию на тему «Творчество В. М. Новикова-Урастырова». В 1975 году был утверждён в ученом звании старшего научного сотрудника по специальности «Литература народов СССР».
В числе его важных работ:
- «Тема дружбы народов в якутской литературе» (1955).
- «Якутская советская литература» (1963).
- «Творчество Н. Е. Мординова» (1964).
- «Русско-якутские литературные связи» (1965).
- «Творчество В. Новикова-Урастырова» (1968).
- «Очерки истории якутской советской литературы» (1955—1956, в соавторстве с Г. Эргисом и Г. Васильевым).

Умер 23 октября 1987 года в Якутии.
Был награждён орденами Отечественной войны 2-й степени и Славы 3-й степени, а также медалями, среди которых «За победу над Германией в Великой Отечественной войне 1941—1945 гг.» и «За доблестный труд в Великой Отечественной войне 1941—1945 гг.».